# Heliconius fuliginosas
Heliconius fuliginosas är en fjärilsart som beskrevs av Riffarth 1907. Heliconius fuliginosas ingår i släktet Heliconius och familjen praktfjärilar. Inga underarter finns listade i Catalogue of Life.